# Acrobacias con motocicleta

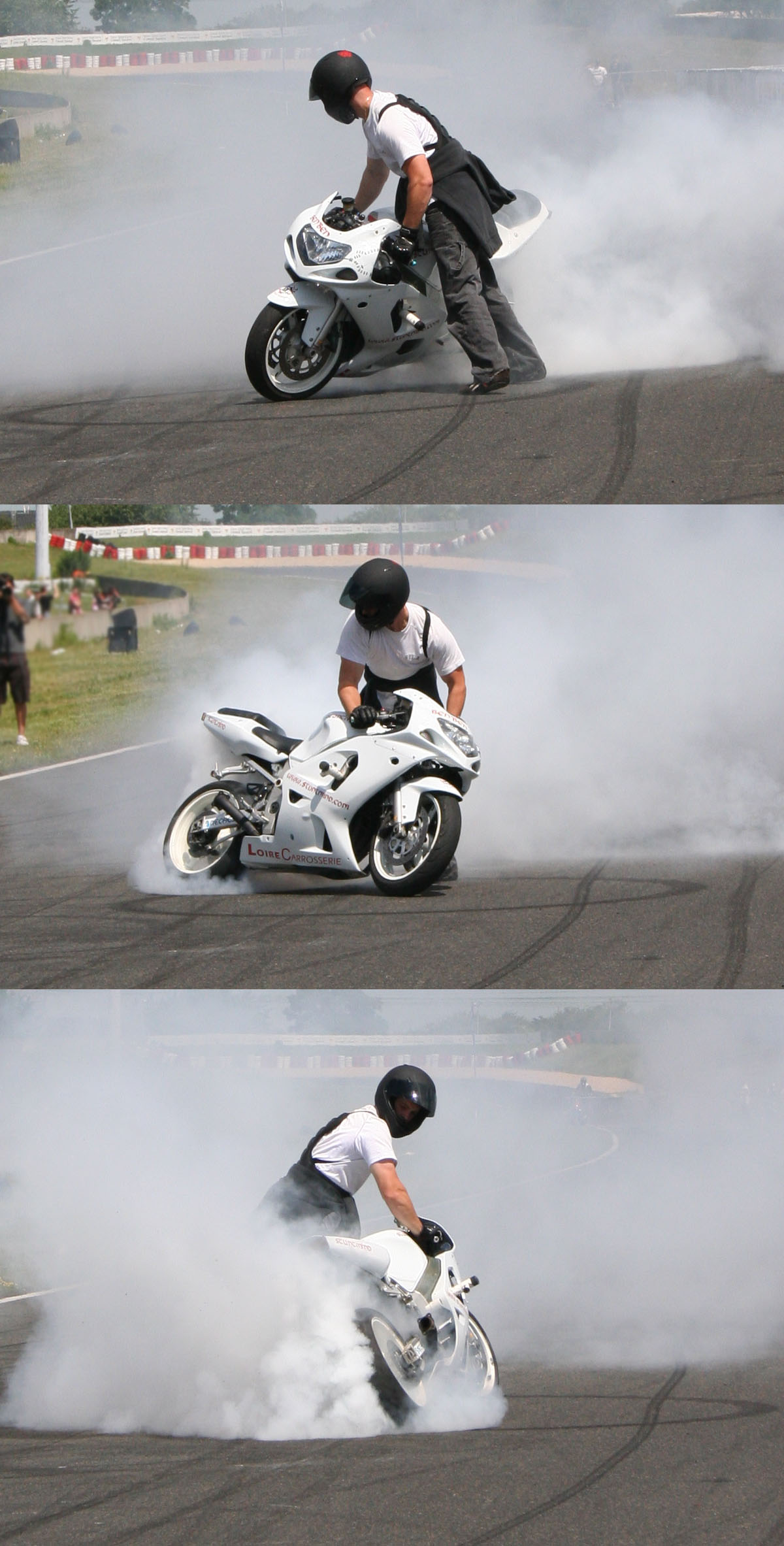
Quemando neumático al girar (derrape fijo).

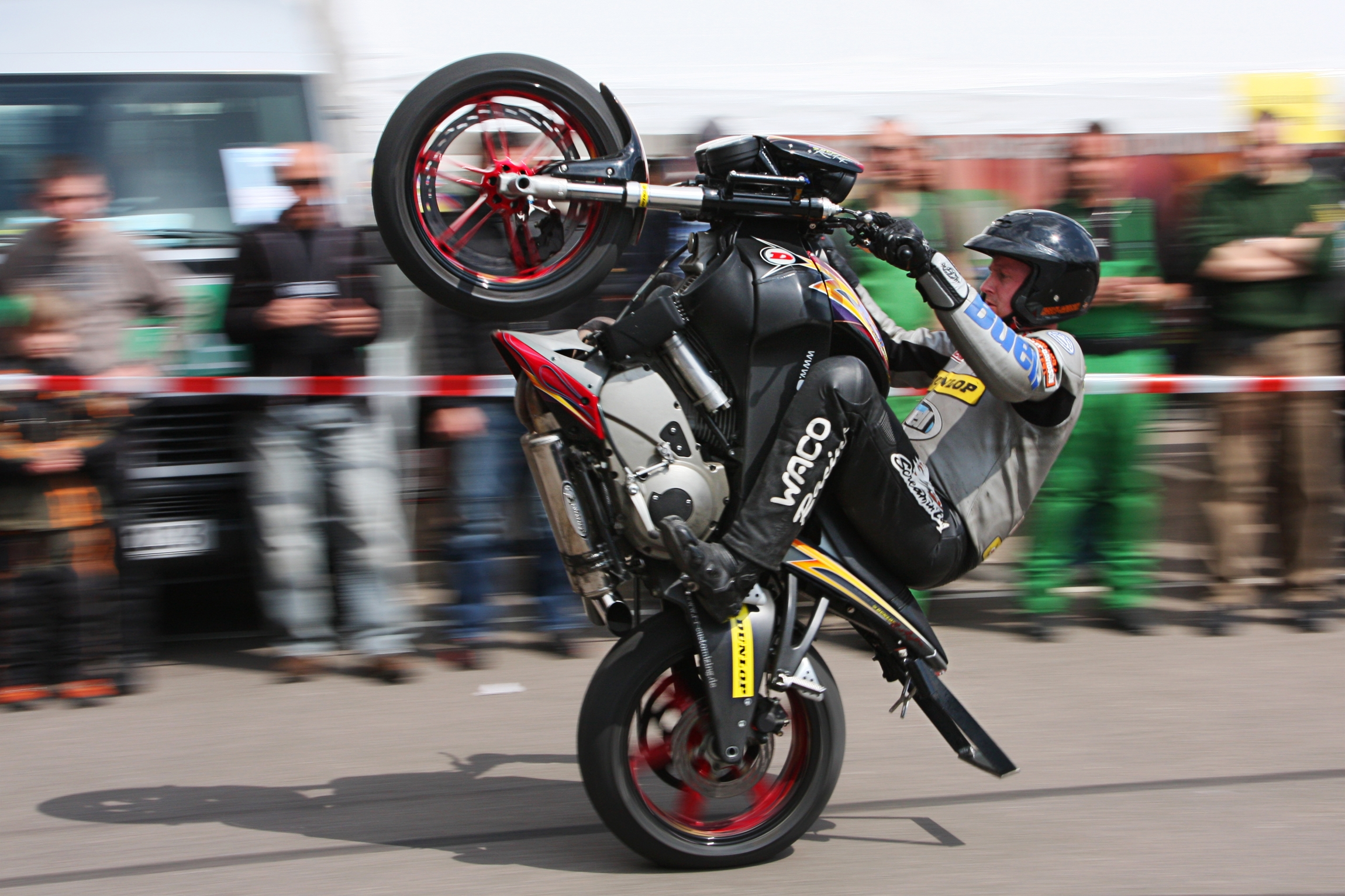
Caballito

Las acrobacias con motocicleta son acrobacias realizadas a los mandos de una motocicleta, estas implican equilibrio, agilidad, coordinación y control del vehículo. Se realizan con fines principalmente de entretenimiento, promoción y deportivos.
La mayoría de las acrobacias con motocicleta son peligrosas, por lo que dependiendo de la acrobacia y legislación del país correspondiente, puede ser ilegal realizarlas en vías públicas y, por lo cual, deberán realizarse en circuitos y pistas cerradas, con las medidas de seguridad necesarias para el caso.

## Especialistas
Los especialistas son una subcultura del motociclismo que se dedica a realizar trucos y acrobacias en moto, ya sea en vía pública o recintos privados. Algunos de ellos han organizado equipos comerciales, llegando a rodar escenas de películas o anuncios.

## Principales tipos de acrobacias
- Caballitos: Separar la rueda delantera de la superficie, imitando el movimiento de un caballo.
- Cristos: Pararse en el asiento con los brazos extendidos mirando hacia arriba[1]
- Derrapes.
- Esfera de la muerte. Pilotar en el interior de una esfera, normalmente hecha de tubería cuadrada.[2][3]
- Bandera: Pilotar sosteniendo el manillar con una mano con las piernas y brazo contrario extendidos.[1]
- Pilotar hacia atrás.
- Parada de media luna.[1]
- Pared de la muerte: Pilotar en la pared interna de un cilindro colocado de forma vertical.[4]
- Quemar neumático.
- Ruleta: Vuelta de 360° hacia adelante sin salto. Se usa un adaptador para poderlo hacerlo.
- Saltos.
- Burrito, un caballito invertido, imitando el movimiento del burro al dar una coz.
- Vuelta de remolino.[1]

## Acróbatas destacados
- Dale Buggins, récord del mundo en 1978 por saltar sobre 25 coches[5]
- Doug Domokos (1955—2000), «el rey del caballito» que tuvo el título al mayor caballito (233,4 km) en la Talladega Superspeedway en 1984.  Además participó en la película The Cannonball Run y fue conocido por hacer caballitos cuesta arriba y cuesta abajo en Lombard Street (San Francisco).[6]
- Royal Signals Motorcycle Display Team, «Los cascos blancos»; un equipo militar británico fundado en la década de 1920.
- Eddie Kidd, Orden del Imperio Británico (nacido el 22 de junio de 1959). Antiguo acróbata motociclista británica.
- Evel Knievel, (Robert Craig Knievel Jr.) fue un especialista americano que realizó más de 75 saltos de rampa a rampa en moto y participó en el hall de la fama del motociclismo en 1999.
- Robbie Knievel un especialista americano e hijo del especialista Evel Knievel. Robbie ha realizado más de 350 saltos, consiguiendo 20 récords mundiales.[7]
- Motobirds, el primer equipo de especialistas compuesto por mujeres del Reino Unido, formado en 1972.
- Dave McKenna (motociclismo), el especialista número uno de Australia desde 2011.
- Robbie Maddison, en abril de 2015 pilotó una moto modificada para hacer surf sobre una ola en Teahupoo (Tahití).[8][9]
- Dave Taylor, el Rey del caballito entre los 70 y los 80, fue el primer piloto en hacer a caballito el Snaefell Mountain Course de la Isla de Man[10]

### Equipo de exhibiciones Cytrix
Cytrix, un equipo de exhibiciones creado por los Cascos Blancos al final de la Segunda Guerra Mundial, durante 20 años hasta 1967.  Actuaron principalmente por el Reino Unido, pero en dos ocasiones salieron a Estados Unidos y Europa. Aparecieron en espectáculos agrícolas en Reino Unido y en el Wembley en varias ocasiones durante las finales del Speedway. Los cuatro miembros del equipo eran Basil Shelbourne, Ted Way, Jet Jones y Neil Hack. Originalmente llevaban motos Matchless, pero posteriormente pasaron a usar BSA Gold Stars. Las acrobacias solían ser a 100 km/h y saltaban por túneles de aros de fuego. Conducían sin casco ni protecciones, lo que lo hacía aún más espectacular.